# Uso del suolo, cambiamento di uso del suolo e silvicoltura
Uso del suolo, cambiamento di uso del suolo e silvicoltura  (Land use, land-use change, and forestry, LULUCF), è definito dalla Segreteria della Convenzione quadro delle Nazioni Unite sui cambiamenti climatici come «settore dell'inventario dei gas serra che copre le emissioni e gli assorbimenti di gas serra risultanti dall'uso diretto del suolo indotto dall'uomo come insediamenti e usi commerciali, cambiamento di uso del suolo e attività forestali».
LULUCF ha un impatto sul ciclo globale del carbonio e, come tali, queste attività possono aggiungere o rimuovere anidride carbonica (o, più in generale, carbonio) dall'atmosfera, influenzando il clima.
LULUCF è stato oggetto di due importanti rapporti del Gruppo intergovernativo sul cambiamento climatico (IPCC), ma è difficile da misurare. Inoltre, l'uso del suolo è di fondamentale importanza per la biodiversità.

## Impatto climatico
Il cambiamento dell'uso del suolo può essere un fattore nella concentrazione atmosferica di CO₂ e contribuisce quindi al cambiamento climatico globale.
Il Gruppo intergovernativo sul cambiamento climatico stima che il cambiamento dell'uso del suolo (come, per esempio, la conversione di foreste in terreni agricoli) contribuisca all'atmosfera con 1,6 ± 0,8 Gt di carbonio netto all'anno. Per fare un confronto, la principale fonte di CO₂, vale a dire le emissioni derivanti dalla combustione di combustibili fossili e dalla produzione di cemento, ammonta a 6,3 ± 0,6 Gt di carbonio all'anno.
Nel 2021 Global Carbon Project ha stimato che le emissioni annuali a causa del cambiamento della destinazione del suolo erano 4,1 ± 2,6 Gt CO₂ (CO₂ non carbonio: 1 Gt carbonio = 3,67 Gt CO₂) per il decennio 2011-2020.
Questa decisione stabilisce le regole che disciplinano il modo con il quale le parti del Protocollo di Kyoto, con impegni di riduzione delle emissioni (le cosiddette parti dell'allegato 1), tengono conto dei cambiamenti delle riserve di carbonio nell'uso del suolo, nel cambiamento dell'uso del suolo e nella silvicoltura. È obbligatorio per le parti dell'allegato 1 tenere conto dei cambiamenti delle riserve di carbonio derivanti da afforestazione, riforestazione e deforestazione (art. B 3.3) e volontario per tenere conto delle emissioni derivanti dalla gestione delle foreste, dalla gestione delle terre coltivate, dalla gestione dei pascoli e dalla rivegetazione (art. B 3.4).
Il settore dell'uso del suolo è fondamentale per raggiungere l'obiettivo dell'Accordo di Parigi di limitare il riscaldamento globale al di sotto di 2 °C.
L'impatto sul clima del cambiamento dell'uso del suolo è anche sempre più riconosciuto dalla comunità dei modelli climatici. Su scala regionale o locale, l'impatto del cambiamento dell'uso del suolo può essere valutato mediante modelli climatici regionali, tuttavia è difficile, in particolare per le variabili intrinsecamente rumorose, come le precipitazioni. Per questo motivo, viene suggerito di condurre simulazioni d'insieme ensemble modelli climatici regionali.

## Estensioni e mappatura

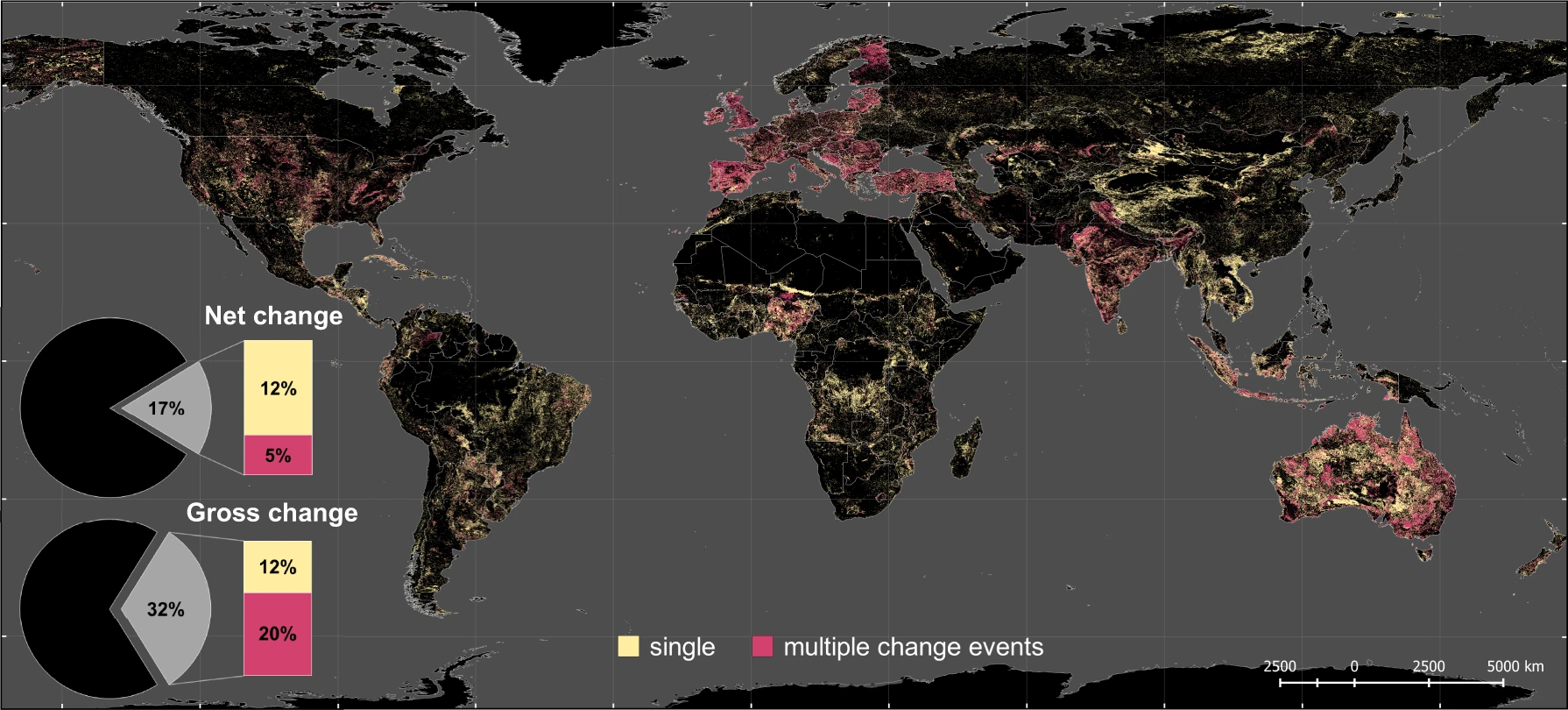
Quota della superficie terrestre totale senza e tenendo conto di molteplici cambiamenti tra sei principali categorie di uso/copertura del suolo (area urbana, terreni coltivati, pascoli/praterie, foreste, prati/arbusti non gestiti, terreni privi o scarsamente vegetati) nel periodo 1960-2019.

È fondamentale quantificare le dinamiche del cambiamento dell'uso del suolo per affrontare le sfide della società globale come la sicurezza alimentare, i cambiamenti climatici e la perdita di biodiversità. Uno studio del 2021 analizza le dinamiche del cambiamento globale dell'uso del suolo combinando più flussi di dati aperti (telerilevamento, ricostruzioni e statistiche), stimando che il cambiamento dell'uso del suolo abbia interessato quasi un terzo (32%) della superficie terrestre globale in soli sei decenni (1960-2019), quindi «circa quattro volte» le stime precedenti. Lo studio identifica anche processi di cambiamento dell'uso del suolo geograficamente divergenti, con rimboschimento e abbandono dei terreni coltivati nel Nord del mondo e deforestazione ed espansione agricola nel Sud; le fasi osservate di accelerazione (~1960-2005) e decelerazione (2006-2019) del cambiamento nell'uso del suolo possono essere spiegate dagli effetti del commercio globale sulla produzione agricola.

## Modellizzazione delle foreste
Tradizionalmente, la modellizzazione del sistema terrestre è stata utilizzata per analizzare le foreste per le proiezioni climatiche; tuttavia, negli ultimi anni c'è stato uno spostamento da questa modellizzazione verso proiezioni più di mitigazione e adattamento.
Queste proiezioni possono fornire ai ricercatori una migliore comprensione di quali future pratiche di gestione forestale dovranno essere impiegate; inoltre, questo nuovo approccio alla modellizzazione consente anche di analizzare le pratiche di gestione del territorio nel modello.
Tali pratiche di gestione del territorio possono essere: raccolta dei prodotti del bosco, selezione delle specie arboree, pascolo e raccolta delle colture.
Queste pratiche di gestione del territorio sono attuate per comprendere i loro effetti biofisici e biogeochimici sulle foreste.
Tuttavia, vi è ancora mancanza di dati disponibili per queste pratiche, per cui sono necessari ulteriori monitoraggi e raccolta di dati per  migliorare l'accuratezza dei modelli.

## Unione europea
Nell'ambito dell'Unione europea, con l'obiettivo di riduzione delle emissioni di gas serra di almeno il 40% entro il 2030 rispetto al 1990, il Parlamento europeo e il Consiglio dell'Unione europea hanno approvato in data 30 maggio 2018 il regolamento 2018/841 «relativo all'inclusione delle emissioni e degli assorbimenti di gas a effetto serra risultanti dall'uso del suolo, dal cambiamento di uso del suolo e dalla silvicoltura» (LULUCF), con il quale veniva specificato che "gas a effetto serra" sono: biossido di carbonio (CO₂), metano (CH4) e protossido di azoto (N2O) derivanti dalla gestione di terreni, foreste e biomasse.
Il Consiglio europeo nel vertice del 10-11 dicembre 2020 ha approvato un obiettivo «vincolante di riduzione interna netta delle emissioni di gas a effetto serra di almeno il 55% entro il 2030 rispetto ai livelli del 1990».
Il 14 luglio 2021 la Commissione europea ha presentato «il pacchetto per il clima e l'energia Fit for 55», nel quale anche il regolamento LULUCF che
«presenta sinergie con altre politiche dell'UE». Il regolamento LULUCF prevede «Impegni e obiettivi»:
- Impegni per il 2021-2025. Per la "regola del non debito" gli Stati membri sono impegnati a garantire che le emissioni di gas a effetto serra non superino gli assorbimenti, per il primo periodo di applicazione del regolamento modificato (2021-2025).
- Obiettivi per il periodo 2026-2030. Per il periodo 2026-2030, sarà stabilito l'obiettivo di conseguire gli assorbimenti netti di 310 milioni di tonnellate di CO₂ equivalenti entro il 2030, distribuito tra gli Stati membri al fine di stabilire obiettivi nazionali vincolanti.
- Impegni nei confronti della neutralità climatica entro il 2035. L'obiettivo per il 2030 fungerà da punto di partenza per il percorso del settore LULUCF tra il 2030 e il 2050, per conseguire la neutralità climatica in tutti i settori economici. A partire dal 2031 il settore LULUCF comprenderà le emissioni diverse dalla CO₂ del settore agricolo, azzerando le emissioni entro il 2035 e generando emissioni negative in seguito. A partire dal 2036 il settore combinato dovrà generare ulteriori assorbimenti di carbonio per bilanciare le emissioni rimanenti in altri settori.